# Алешандре Пату
Алеша́ндре Родрі́гес да Сі́лва (порт. Alexandre Rodrigues da Silva), більш відомий як Алешандре Пату (порт. Alexandre Pato, нар. 2 вересня 1989, Пато-Бранко) — бразильський футболіст, нападник. Виступав за національну збірну Бразилії.

## Клубна кар'єра
Вихованець футбольної школи клубу «Інтернасьйонал». Дорослу футбольну кар'єру розпочав 2006 року в основній команді того ж клубу, в якій провів один сезон, взявши участь лише у 10 матчах чемпіонату. У складі «Інтернасьйонала» був одним з головних бомбардирів команди, маючи середню результативність на рівні 0,6 голу за гру першості. За цей час виборов титул переможця Рекопи Південної Америки.
До складу клубу «Мілан» приєднався 3 січня 2008 року за майже 24 мільйони євро. Відіграв за «россонері» 117 матчів у Серії A.
3 січня 2013 року повернувся на батьківщину, уклавши контракт з «Корінтіанс», з яким в тому ж сезоні вдруге у своїй кар'єрі виграв Рекопу Південної Америки. В лютому 2014 року на умовах оренди перейшов до іншої бразильської команди, «Сан-Паулу», де провів наступні два роки.
29 січня 2016 року перейшов на правах оренди до кінця сезону 2015/16 в англійський «Челсі».

## Виступи за збірні
Протягом 2007—2008 років залучався до складу молодіжної збірної Бразилії. На молодіжному рівні зіграв у 12 офіційних матчах, забив 8 голів.
2008 року захищав кольори олімпійської збірної Бразилії на олімпійських іграх 2008 року. На турнірі зіграв в 4 матчах своєї збірної, забив гол та здобув олімпійські бронзові медалі.
2008 року дебютував в офіційних матчах у складі національної збірної Бразилії, разом з якою брав участь в Кубку Конфедерацій 2009 року, де збірна здобула перемогу та Кубку Америки 2011 року.
Провів у формі головної команди країни 27 матчів, забивши 10 голів.
| Дата       | Місто          | Господарі | Результат             | Гості     | Турнір                          | Голи | Примітки |
| ---------- | -------------- | --------- | --------------------- | --------- | ------------------------------- | ---- | -------- |
| 26/03/2008 | Лондон         | Швеція    | 0 – 1                 | Бразилія  | товариський матч                | 1    |          |
| 31/05/2008 | Сієтл          | Бразилія  | 3 – 2                 | Канада    | товариський матч                | -    |          |
| 31/05/2008 | Бостон         | Бразилія  | 0 – 2                 | Венесуела | товариський матч                | -    |          |
| 15/10/2008 | Ріо-де-Жанейро | Бразилія  | 0 – 0                 | Колумбія  | Відбір до ЧС 2010               | -    |          |
| 10/02/2009 | Лондон         | Бразилія  | 2 – 0                 | Італія    | товариський матч                | -    |          |
| 01/04/2009 | Порту-Алегрі   | Бразилія  | 3 – 0                 | Перу      | Відбір до ЧС 2010               | -    |          |
| 10/06/2009 | Ресіфі         | Бразилія  | 2 – 1                 | Парагвай  | Відбір до ЧС 2010               | -    |          |
| 15/06/2009 | Блумфонтейн    | Бразилія  | 4 – 3                 | Єгипет    | Кубок Конфедерацій              | -    |          |
| 10/08/2010 | Іст-Резерфорд  | США       | 0 – 2                 | Бразилія  | товариський матч                | 1    |          |
| 07/10/2010 | Абу-Дабі       | Бразилія  | 3 – 0                 | Іран      | товариський матч                | 1    |          |
| 11/10/2010 | Дербі          | Бразилія  | 2 – 0                 | Україна   | товариський матч                | 1    |          |
| 09/02/2011 | Сен-Дені       | Франція   | 1 – 0                 | Бразилія  | товариський матч                | -    |          |
| 03/07/2011 | Ла-Плата       | Бразилія  | 0 – 0                 | Венесуела | Копа Америка 2011 - 1-й етап    | -    |          |
| 09/07/2011 | Кордова        | Бразилія  | 2 – 2                 | Парагвай  | Копа Америка 2011 - 1-й етап    | -    |          |
| 13/07/2011 | Кордова        | Бразилія  | 4 – 2                 | Еквадор   | Копа Америка 2011 - 1-й етап    | 2    |          |
| 17/07/2011 | Ла-Плата       | Бразилія  | 0 – 0 д.ч. (0-2 п.п.) | Парагвай  | Копа Америка 2011 - чвертьфінал | -    |          |
| 10/08/2011 | Штутгарт       | Німеччина | 3 – 2                 | Бразилія  | товариський матч                | -    |          |
| 05/09/2011 | Лондон         | Бразилія  | 1 – 0                 | Гана      | товариський матч                | -    |          |
| Усього     |                | Матчів    | 18                    |           | Голів (65 місце)                | 6    |          |

## Досягнення

### Командні

#### Міжнародні
- Клубний чемпіон світу :

«Інтернасьйонал»: 2006
- Переможець Рекопи Південної Америки:

«Інтернасьйонал»: 2007
«Корінтіанс»: 2013

#### Національні
- Чемпіон Італії:

«Мілан»: 2010-11
- Володар Суперкубка Італії:

«Мілан»: 2011
- Чемпіон молодіжної першості Бразилії:

«Інтернасьйонал»: 2006
- Чемпіон штату Сан-Паулу:

«Корінтіанс»: 2013
- Володар Кубка Бразилії (1):

«Сан-Паулу»: 2023

#### Збірна
- Володар Кубка конфедерацій:

Бразилія: 2009
- Чемпіон Південної Америки (U-20):

Бразилія U-20: 2007
- Срібний олімпійський призер: 2012
- Бронзовий олімпійський призер: 2008

### Особисті
- Найкращий бомбардир молодіжного чемпіонату Бразилії: 2006 (7)
- Golden Boy: 2009[7]
- Найкращий молодий футболіст року в Італії: 2009